# Мисти Найт
Мисти Найт (англ. Misty Knight) — персонаж, появляющийся в комиксах издательства Marvel Comics.

## История публикаций
Мисти была впервые упомянута в Marvel Premiere #20 (Январь, 1975). Первое её появление состоялось в Marvel Premiere #21 (Март, 1975), где она была создана сценаристом Тони Изабелла и художником Арвеллом Джонсом.

## Силы и способности
Мисти Найт является опытным и высококвалифицированным рукопашным бойцом с полицейской подготовкой. Она также обладает меткостью в стрельбе из огнестрельного оружия и превосходными детективными навыками. Её бионическая рука обладает сверхчеловеческой силой, она может пробить и раздавить различные предметы. Однако, так как остальные части тела Мисти не являются кибернетически усиленными, она не может поднимать предметы, которые не смогут выдержать её спина, плечи и ноги.

## Альтернативные версии

### Age of Apocalypse
В реальности Age of Apocalypse Мисти является одной из немногих немутантов, ушедших в подполье. Когда её друзья подвергаются нападению Выводков, Мисти удаётся бежать с помощью Скотта и Алекса Саммерсов. Но впоследствии она погибает в борьбе с реанимированными трупами своих друзей.

### MC2
В альтернативном будущем вселенной MC2 Мисти вышла замуж за Железного кулака, но потом умерла от рака. Из-за этого Железный кулак перестал заниматься борьбой с преступностью, а стал простым тренером по боевым искусствам.

### Ultimate Marvel
Во вселенной Ultimate Marvel Мисти появляется в ограниченной серии Ultimate Extinction 2006 года, где она так же имеет бионическую руку, созданную Тони Старком.

### House of M
Мисти появляется в реальности День М, где она является членом сопротивления Люка Кейджа.

### Earth-13584
В карманной вселенной ЦИИ Мисти появляется как член банды Человека-паука.

## Вне комиксов

### Телевидение

Симон Миссик в роли Мисти «Мерседес» Найт в телесериале «Люк Кейдж»

- Мисти Найт появляется в одном эпизоде комедийного мультсериала «Отряд супергероев».

### Кинематографическая вселенная Marvel
- Симон Миссик исполнила роль Мисти Найт в сериале «Люк Кейдж» от Netflix.
- Симон Миссик вновь исполнила роль Мисти Найт в телесериале мини-кроссовере от Netflix «Защитники». В финале сериала она, как в комиксах, лишилась руки.
- Симон Миссик повторила роль Мисти Найт во втором сезоне «Люка Кейджа». Там у неё появился кибернетический протез, созданный в Rand Enterprises.
- Симом Миссик так же появилась в роли Мисти Найт во втором сезоне сериала «Железный кулак».

- В сериале «Плащ и Кинжал» Бриджит О'Рейли, работающая в полиции, упомянула подругу из Нью-Йорка с именем Мисти. В свою очередь во 2 сезоне сериала «Люк Кейдж» Нэнди Тайлер в разговоре с Мисти упомянула полицейского по фамилии О'Рейли, находящуюся в Новом Орлеане, где и происходят действия сериала «Плащ и Кинжал».

### Видеоигры
- Мисти Найт появляется в концовке Железного кулака в качестве члена Героев по найму в игре Ultimate Marvel vs. Capcom 3.
- Мисти Найт появляется в игре «Marvel Heroes». Она одна из Героев по найму, которых Люк Кейдж может призывать в игре.
- Мисти Найт является играбельным персонажем в «Marvel: Avengers Alliance».
- Мисти Найт является играбельным персонажем в игре для мобильных устройств на Android и iOS: «Marvel Future Fight».